# Villingen-Schwenningen
Villingen-Schwenningen (in alemanno Villinge-Schwenninge) è una città tedesca di 88 213 abitanti, situata nel Land tedesco del Baden-Württemberg. È il capoluogo e la più grande città del circondario della Foresta Nera-Baar all'interno della regione dello Schwarzwald-Baar-Heuberg, nel distretto amministrativo di Friburgo.
È possibile distinguere due frazioni ben distinte della città: quella di Villingen, dove viene tradizionalmente parlato il basso alemanno, e quella di Schwenningen, dove viene invece parlato lo svevo.

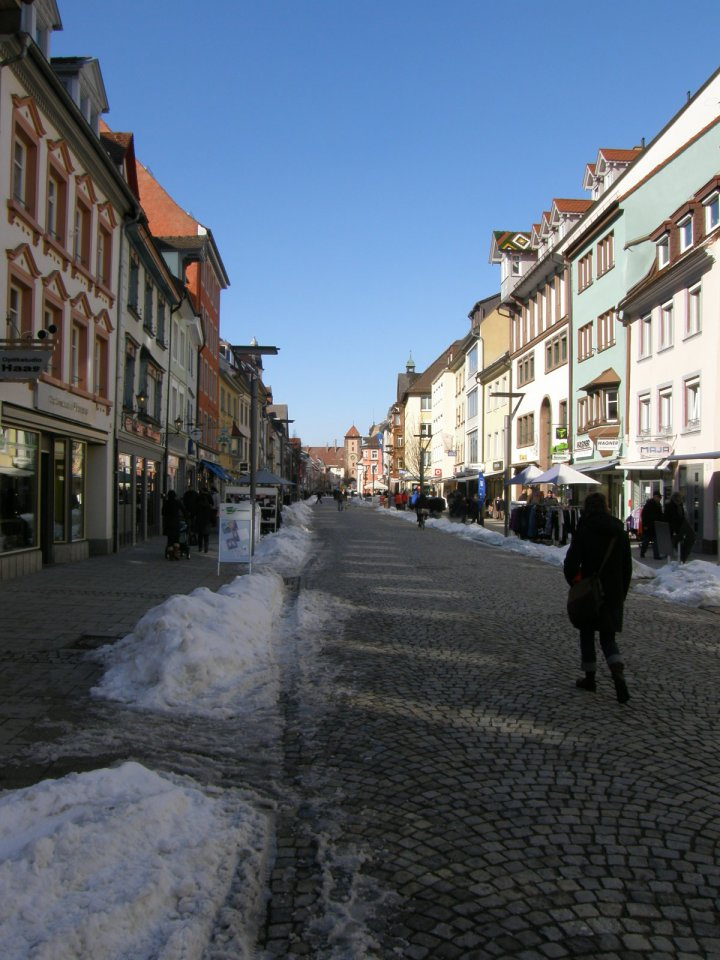
Una via di Villingen

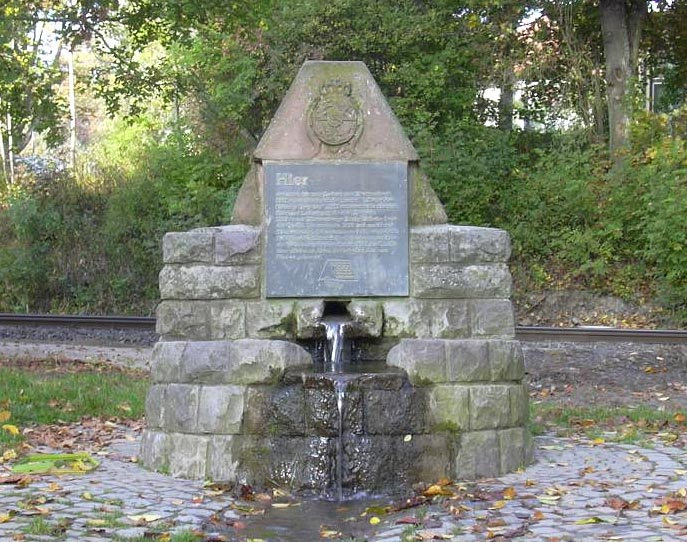
La sorgente del fiume Neckar in un parco di Schwenningen

## Geografia fisica
Villingen si trova fra la Foresta Nera e l'altipiano del Baar presso il torrente Brigach, uno degli affluenti che si uniscono a Donaueschingen per formare il Danubio. Schwenningen si trova invece 5 km circa a est dal Baar.
Fra i due quartieri corre lo spartiacque europeo e il precedente confine fra Württemberg e Baden.
Vi sono nati il medico Georg Pictorius (1500-1569) e lo scrittore Veit Heinichen (n. 1957).

## Amministrazione

### Gemellaggi
- Savona
- Scandale
- La Valette-du-Var
- Pontarlier
- Tula
- Zittau
- Friedrichsthal
- Oranienburg